# لنز کانن ئی‌اف ۱۰۰–۴۰۰میلی‌متر
لنز کانن ئی‌اف ۱۰۰–۴۰۰میلی‌متر (به انگلیسی: Canon EF 100–400mm lens) نام لنز دوربین عکاسی از نوع زوم است که توسط شرکت کانن تولید می‌شود. فاصلهٔ کانونی این لنز ۱۰۰ تا ۴۰۰ میلی‌متر، دیافراگم آن دارای ۸ تیغه و ضریب اف آن اف ۴٫۵ تا ۵٫۶ اف ۳۲ تا ۴۰ است. این لنز در ۱ سپتامبر ۱۹۹۸ میلادی تولید و عرضه شده‌است.